# Etorki
El Etorki es un queso elaborado en el País Vasco francés, en la ciudad de Mauleón-Licharre (Pirineos Atlánticos). Se hace con leche de oveja pasteurizada y con pasta prensada, cruda, y se envejece durante 7 semanas. Tiene forma cilíndrica con unos 25 cm de diámetro y 11 de alto. Está disponible todo el año.